# 猿田駅
猿田駅（さるだえき）は、千葉県銚子市猿田町にある、東日本旅客鉄道（JR東日本）総武本線の駅である。

## 歴史
- 1898年（明治31年）1月25日：総武鉄道（初代）の駅として開設[1][2]。
- 1907年（明治40年）9月1日：総武鉄道が買収され、帝国鉄道庁の駅となる[2]。
- 1962年（昭和37年）10月1日：貨物扱い廃止[1]。
- 1974年（昭和49年）3月15日：無人駅化[1][3]。
- 1987年（昭和62年）4月1日：国鉄分割民営化に伴い、東日本旅客鉄道（JR東日本）の駅となる[2]。
- 2007年（平成19年）1月：駅舎の一部をリニューアル[1]。
- 2009年（平成21年）3月14日：ICカード「Suica」の利用が可能となる[4]。東京近郊区間に組込まれる[4]。

## 駅構造
相対式ホーム2面2線を有する地上駅。ホームは嵩上げされていない。2つのホームは駅舎倉橋方の跨線橋で結ばれている。
成田統括センター（銚子駅）管理の無人駅で、駅舎内に乗車駅証明書発行機・簡易Suica改札機が設置されている。

### のりば

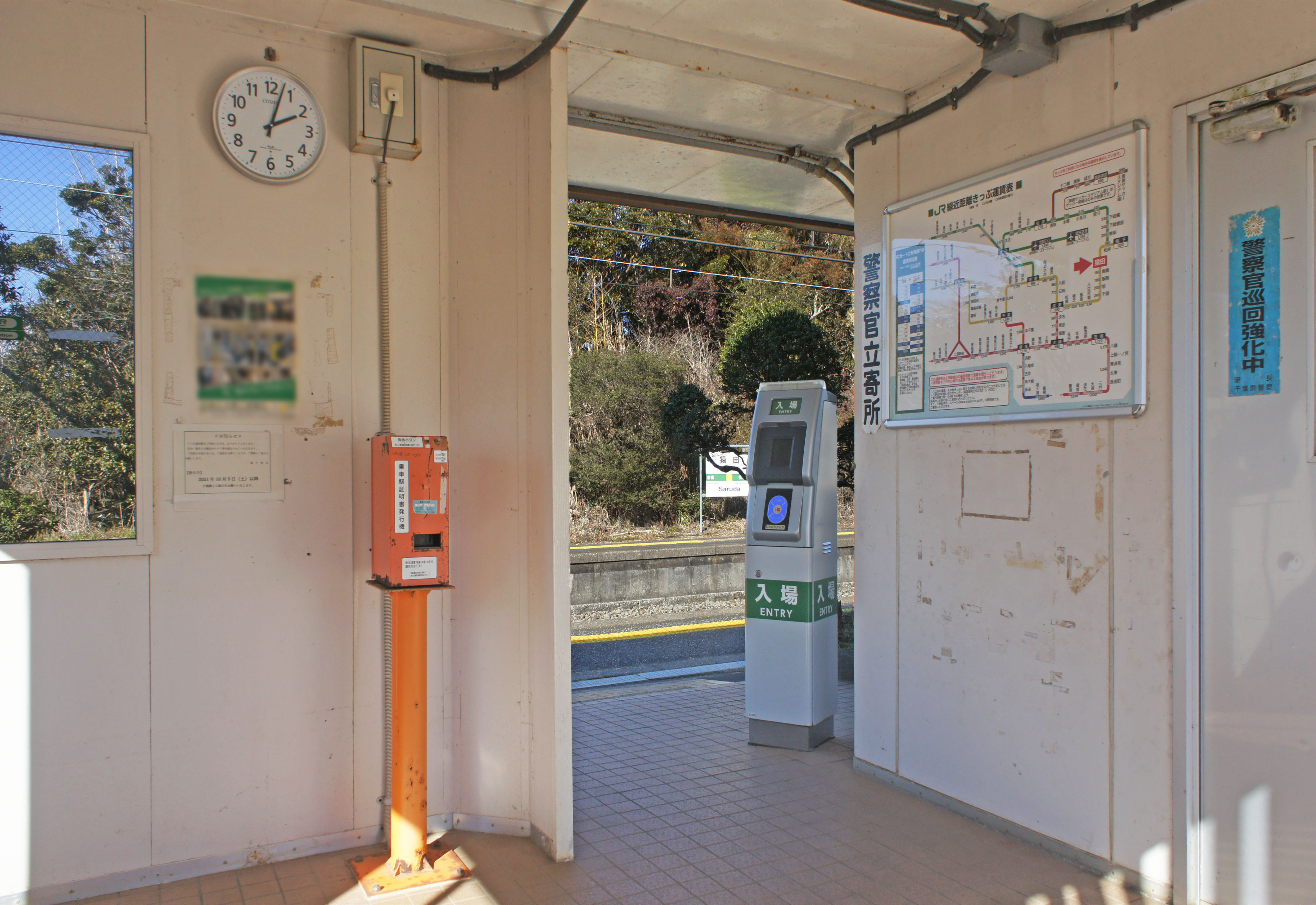
改札口（2022年2月）
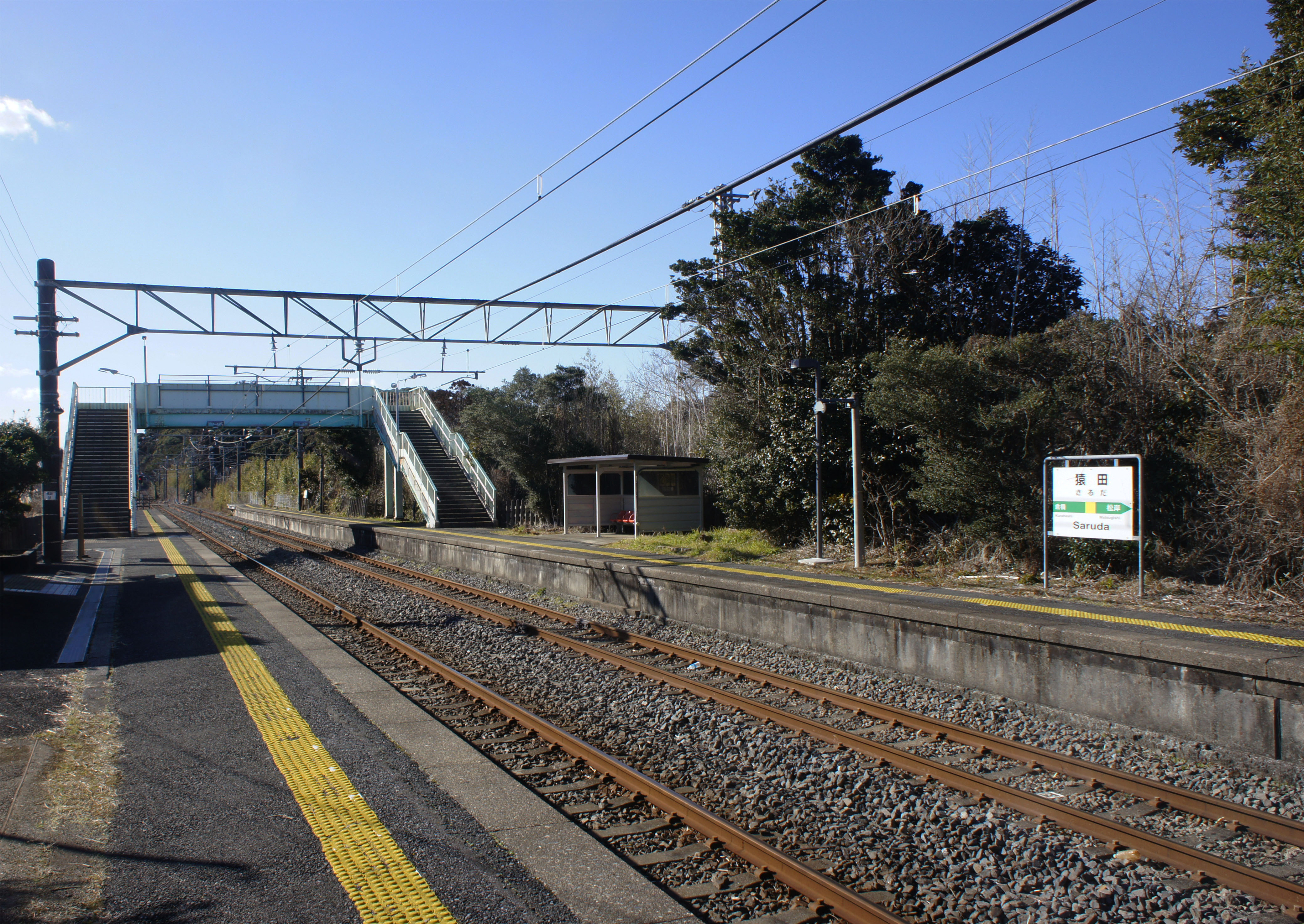
駅ホーム（2022年2月）

| 番線 | 路線      | 方向 | 行先         |
| ---- | --------- | ---- | ------------ |
| 1    | ■総武本線 | 上り | 旭・成東方面 |
| 2    | ■総武本線 | 下り | 銚子方面     |

（出典：JR東日本:駅構内図）
- ホームは8両編成までに対応する[1]。

- 改札口（2022年2月）
- 駅ホーム（2022年2月）

## 利用状況
2006年（平成18年）度の1日平均乗車人員は240人である。
千葉県統計年鑑によると、近年の1日平均乗車人員の推移は以下の通り。
| 年度               | 1日平均 乗車人員 | 出典     |
| ------------------ | ---------------- | -------- |
| 1990年（平成02年） | 285              | [ * 1 ]  |
| 1991年（平成03年） | 290              | [ * 2 ]  |
| 1992年（平成04年） | 275              | [ * 3 ]  |
| 1993年（平成05年） | 266              | [ * 4 ]  |
| 1994年（平成06年） | 271              | [ * 5 ]  |
| 1995年（平成07年） | 296              | [ * 6 ]  |
| 1996年（平成08年） | 306              | [ * 7 ]  |
| 1997年（平成09年） | 309              | [ * 8 ]  |
| 1998年（平成10年） | 310              | [ * 9 ]  |
| 1999年（平成11年） | 287              | [ * 10 ] |
| 2000年（平成12年） | 265              | [ * 11 ] |
| 2001年（平成13年） | 256              | [ * 12 ] |
| 2002年（平成14年） | 281              | [ * 13 ] |
| 2003年（平成15年） | 280              | [ * 14 ] |
| 2004年（平成16年） | 277              | [ * 15 ] |
| 2005年（平成17年） | 247              | [ * 16 ] |
| 2006年（平成18年） | 240              | [ * 17 ] |

## 駅周辺

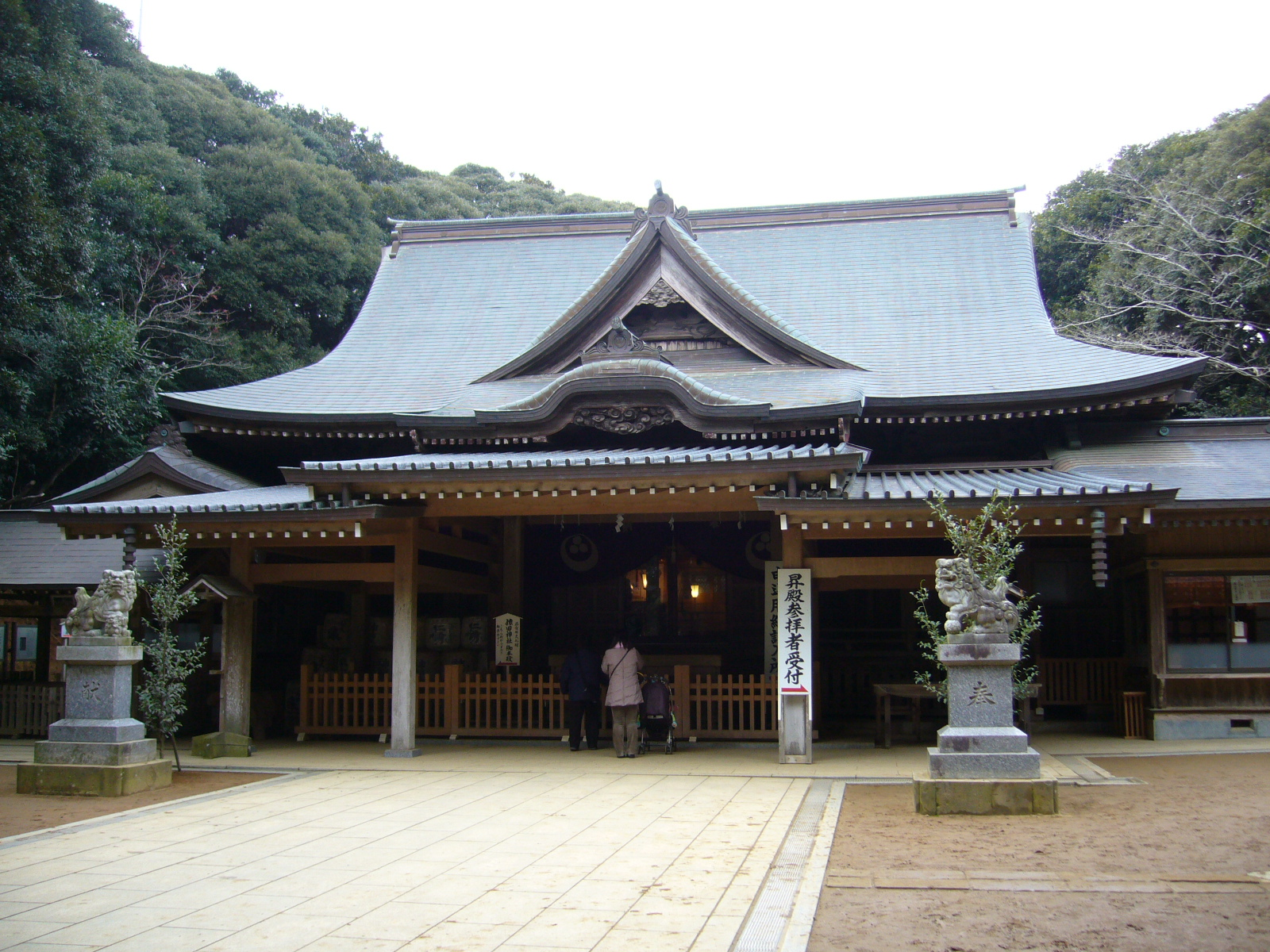
猿田神社

駅前にはロータリーがあり、その中央は花壇となっている。駅から猿田神社までの道には案内板が設けられている。北東へ約3キロメートル（km）ほどには椎柴駅（成田線）が位置し、西へ約1キロメートルほどで旭市との境となる。
- 千葉県道71号銚子旭線
- 千葉県道211号飯岡猿田停車場線
- 猿田神社
- 銚子市立銚子高等学校野尻校舎（旧銚子市立銚子西高等学校）跡
- 防衛装備庁電子装備研究所飯岡支所
- 寿銚子スタジアム
- 白石ダム
- ゴルフプラザ72

## 隣の駅
東日本旅客鉄道（JR東日本）
■総武本線
倉橋駅 - 猿田駅 - 松岸駅

#### 利用状況に関する資料
1. ↑  千葉県統計年鑑 - 千葉県
2. ↑  銚子市統計書 - 銚子市

千葉県統計年鑑
1. ↑  千葉県統計年鑑（平成3年）
2. ↑  千葉県統計年鑑（平成4年）
3. ↑  千葉県統計年鑑（平成5年）
4. ↑  千葉県統計年鑑（平成6年）
5. ↑  千葉県統計年鑑（平成7年）
6. ↑  千葉県統計年鑑（平成8年）
7. ↑  千葉県統計年鑑（平成9年）
8. ↑  千葉県統計年鑑（平成10年）
9. ↑  千葉県統計年鑑（平成11年）
10. ↑  千葉県統計年鑑（平成12年）
11. ↑  千葉県統計年鑑（平成13年）
12. ↑  千葉県統計年鑑（平成14年）
13. ↑  千葉県統計年鑑（平成15年）
14. ↑  千葉県統計年鑑（平成16年）
15. ↑  千葉県統計年鑑（平成17年）
16. ↑  千葉県統計年鑑（平成18年）
17. ↑  千葉県統計年鑑（平成19年）